# Jakob Fürchtegott Dielmann

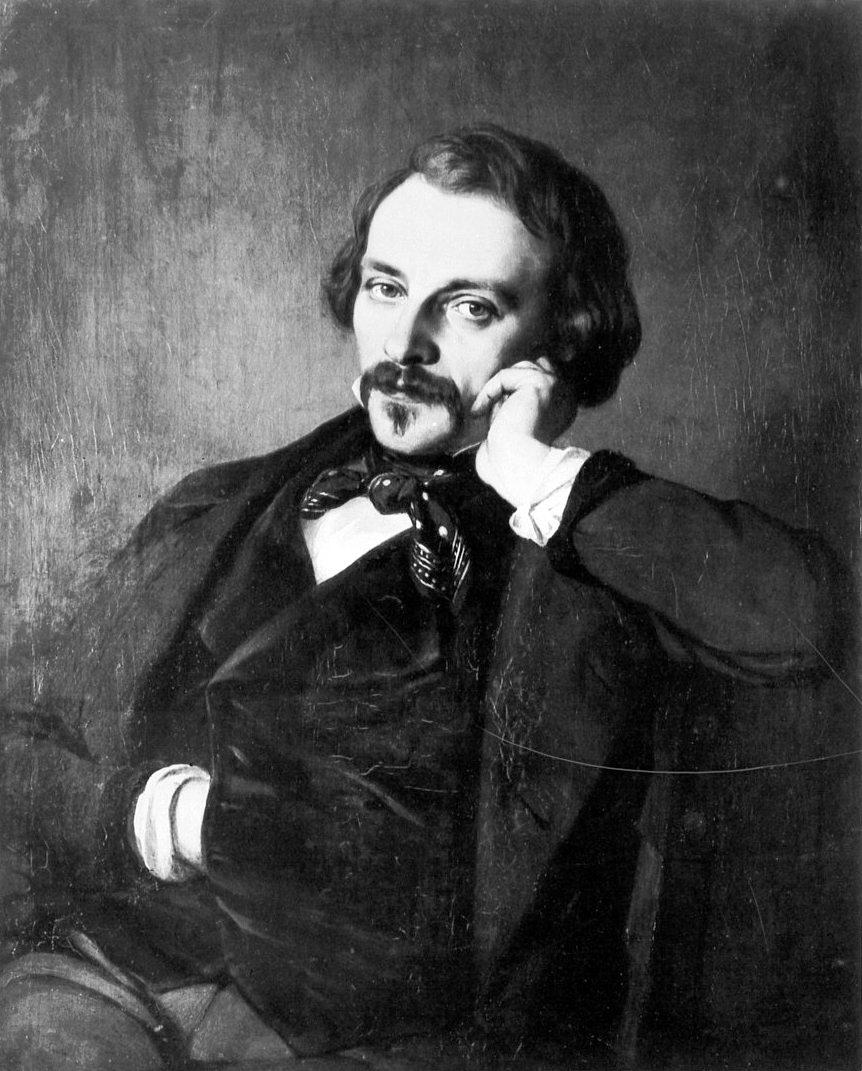
Jakob Fürchtegott Dielmann (Porträt von Karl Bennert)

Jakob Fürchtegott Dielmann (* 9. September 1809 in Frankfurt am Main; † 30. Mai 1885 ebenda) war ein deutscher Illustrator, Genre- und Landschaftsmaler. Er gehörte der Willingshäuser Malerkolonie an und war Mitbegründer der Kronberger Malerkolonie.

## Leben

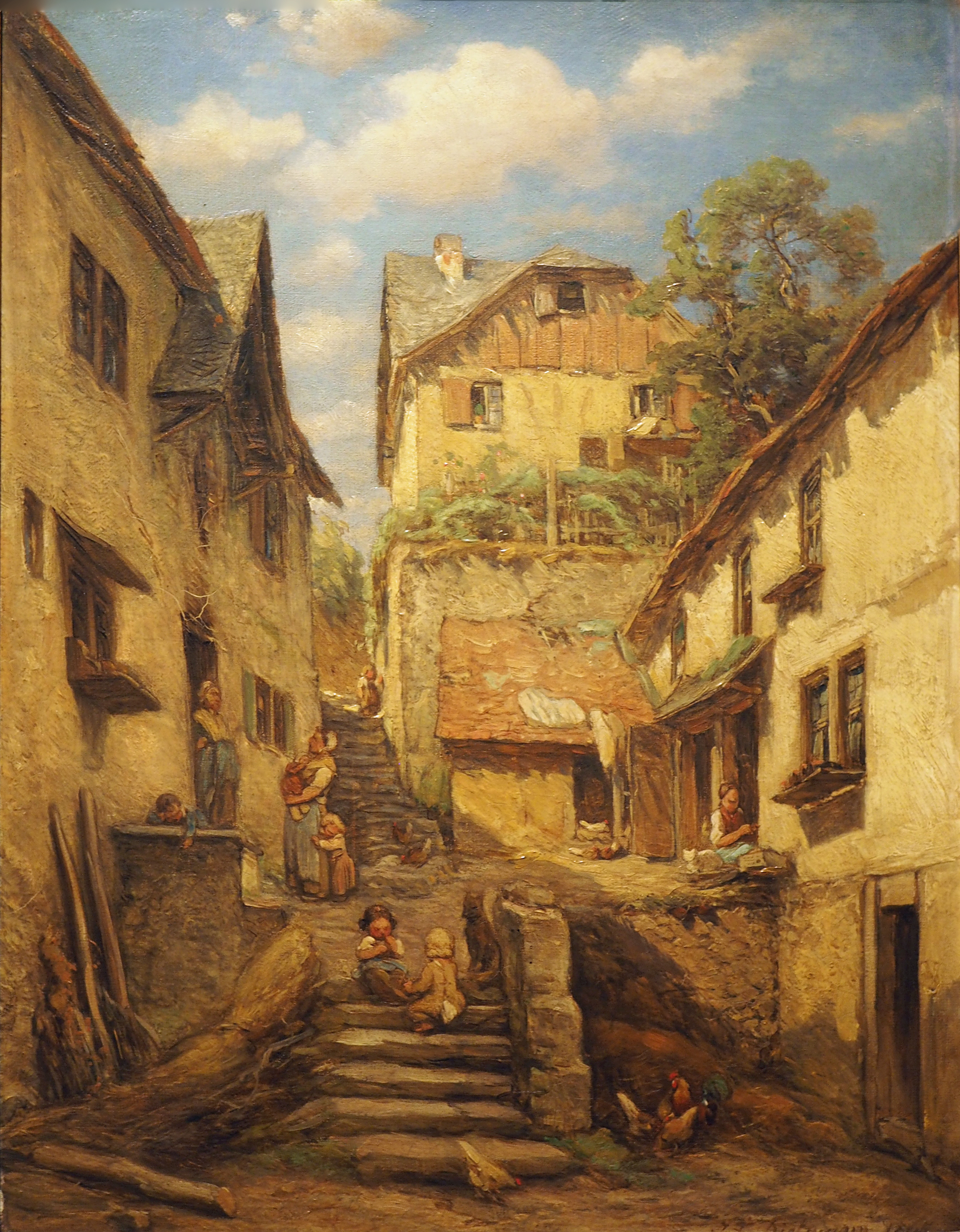
Treppenaufgang an der Eichengasse in Kronberg

Dielmann war der Sohn eines Gärtners und wurde nach einer Lithografenlehre in der J. C. Vogelschen Lithographieanstalt in Frankfurt von 1825 bis 1827 Schüler von Carl Friedrich Wendelstadt am Städelschen Kunstinstitut. Während dieser Zeit lernte er den Maler Jakob Becker kennen. Als Stipendiat des Städelschen Kunstinstituts besuchte Dielmann gemeinsam mit Jakob Becker seit 1835 die Düsseldorfer Kunstakademie. Er war vor allem Schüler Johann Wilhelm Schirmers und entwickelte seinen eigenen Stil, indem er genrehafte Motive bevorzugte. Daneben malte er Landschaften des Mittelrheins, des Mains und aus Hessen. 1841 besuchte er erstmals Gerhardt Wilhelm von Reutern in Willingshausen in der Schwalm und schloss sich kurzzeitig der Willingshäuser Malerkolonie an. In Willingshausen schuf er zahlreiche Genrebilder des Dorflebens mit bunten typisch traditionellen Schwälmer Trachten. 1842 reiste er wiederum zu Studienzwecken nach Willingshausen. Ab 1842 bezog er ein Atelier in der Städelschule in Frankfurt und wurde Schüler von Anton Burger und Philipp Rumpf. In den 60er Jahren übersiedelte Dielmann nach Kronberg im Taunus, wo er zusammen mit Anton Burger die Kronberger Malerkolonie gründete.
Auf der Jahrhundertausstellung deutscher Kunst in Berlin 1906 war er mit vier Landschaftsbildern vertreten.
Dielmann malte sehr gerne kleinformatige Landschafts- und Genrebilder mit idyllischen Szenen in heller Farbgebung, häufig mit Kindern, Großmüttern, Bäuerinnen und Tieren. Er kam durch seine zahlreichen Reisen durch deutsche Landschaften zur Freilichtmalerei und fertigte während dieser Reisen zahlreiche Wiederholungen und Variationen gleicher Motive zur Erprobung anderer Lichtführungen und Malweisen an.
Dielmann war auch als Illustrator tätig. Seine Werke wurden in großer Stückzahl verbreitet, er war sehr populär. So diente eines seiner Bilder, Alte Börse (Frankfurt), dem Stahlstecher Wilhelm Lang als Vorlage für seinen bekannten Stich der Börse am Paulsplatz.
Jakob Fürchtegott Dielmann starb im Alter von 75 Jahren. Er ruht auf dem Frankfurter Hauptfriedhof (Gewann J 548).

## Werke
- Hessische Dorfschmiede
- Die Großmutter und ihre Enkel
- Der Pfarrherr mit den Kindern
- Der Dorfbarbier
- Das Kirchweihfest
- Die Kinder vor der Kirchtür
- Das Bauernmädchen unter der Tür

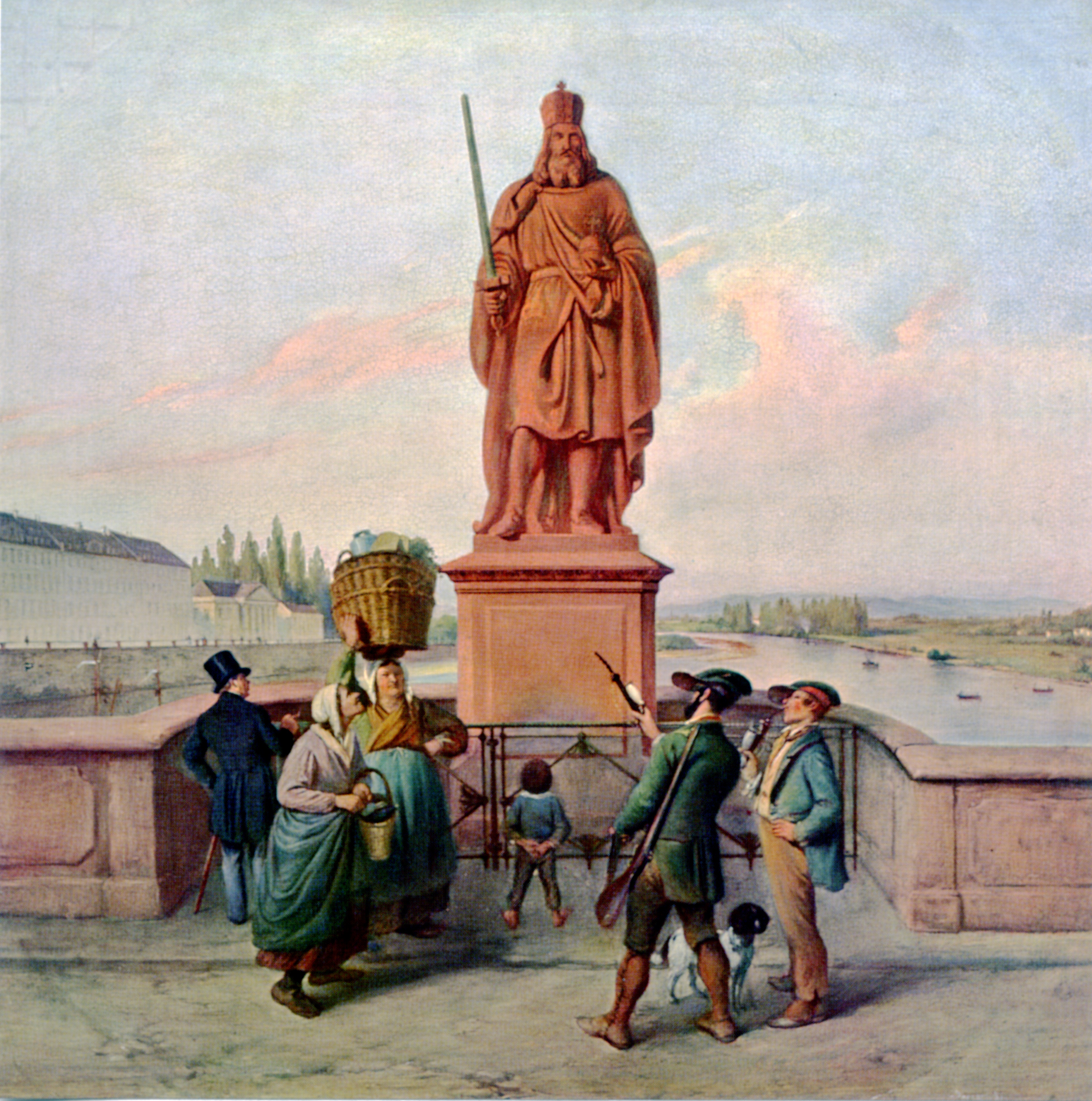
Denkmal Kaiser Karls des Großen auf der Alten Brücke in Frankfurt

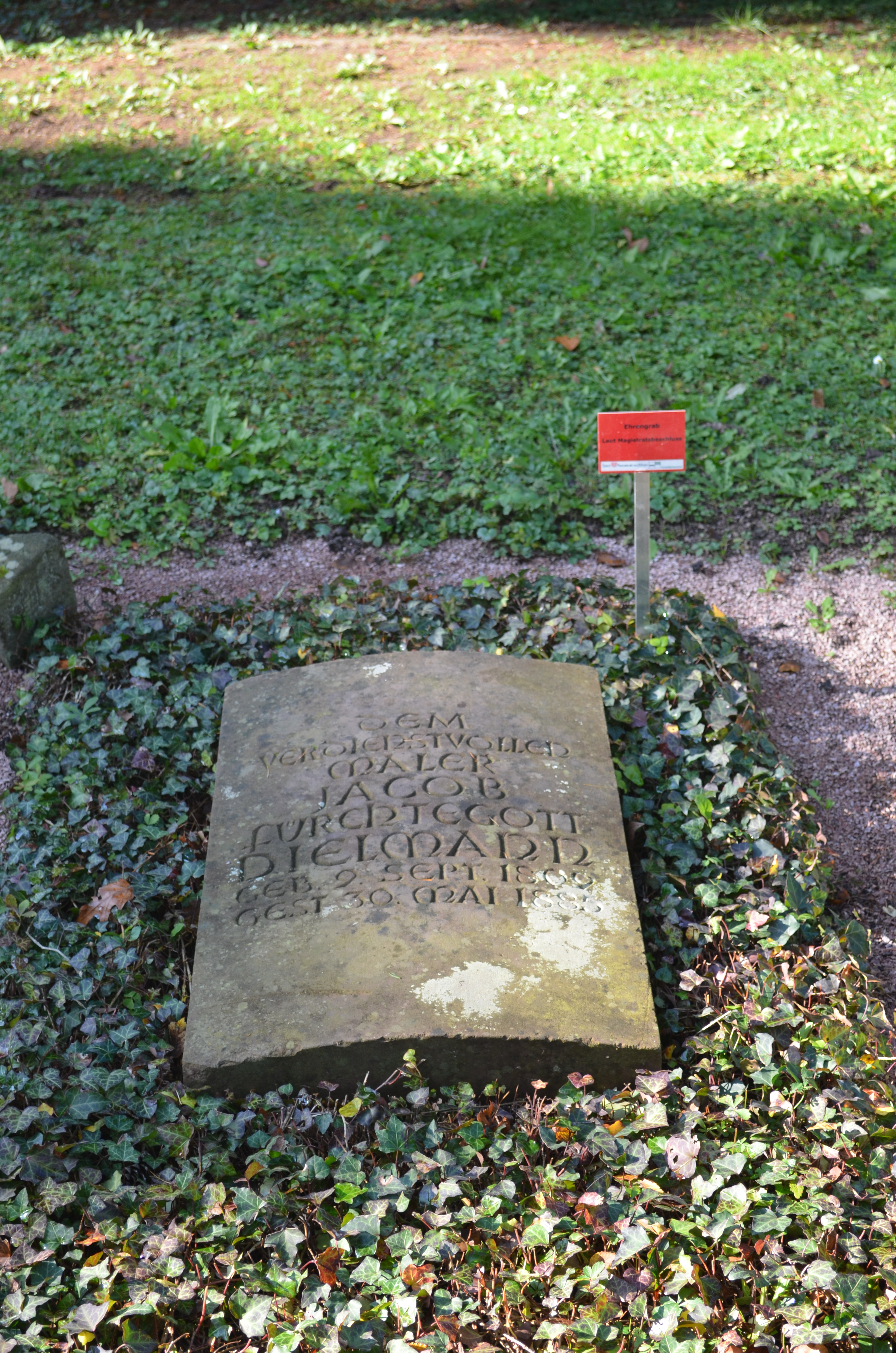
Das Grab von Jakob Fürchtegott Dielmann auf dem Frankfurter Hauptfriedhof ist ein Ehrengrab

- Rheinisches Album : eine Sammlung der interessanten Ansichten des Rheins zwischen Mainz, Coblenz, Cöln und Düsseldorf ; vereint mit den Ansichten der Taunus-Bäder Wiesbaden, Ems, Schwalbach und Schlangenbad / in Stahlstichen von J. Dielmann. Hrsg. von Carl Jügel. – Frankfurt a.M : Jügel, 1844. Digitalisierte Ausgabe der Universitäts- und Landesbibliothek Düsseldorf

### Illustrationen (Auswahl)
Digitalisierte Ausgabe der Universitäts- und Landesbibliothek Düsseldorf:
- In: Robert Reinick. Lieder eines Malers mit Randzeichnungen seiner Freunde. – zwischen 1836 und 1852.
  - Lieder eines Malers mit Randzeichnungen seiner Freunde. – Düsseldorf: Schulgen-Bettendorff, 1838, farbige Mappen-Ausgabe. Digitalisierte Ausgabe
  - Lieder eines Malers mit Randzeichnungen seiner Freunde. – Düsseldorf: Schulgen-Bettendorff, 1838. Digitalisierte Ausgabe
  - Lieder eines Malers mit Randzeichnungen seiner Freunde. – Düsseldorf: Buddeus, zwischen 1839 und 1846. Digitalisierte Ausgabe
  - Lieder eines Malers mit Randzeichnungen seiner Freunde. – Leipzig: Vogel, ca. 1852. Digitalisierte Ausgabe

### Lithografien
Digitalisierte Ausgabe der Universitäts- und Landesbibliothek Düsseldorf:
- Adelheid von Stolterfoth: Rheinischer Sagenkreis. Ein Cyclus von Romanzen, Balladen und Legenden des Rheins. Jügel, Frankfurt a./M 1835. Digitalisierte Ausgabe
- Adelheid von Stolterfoth: The Rhenish minstrel. A Series of Ballads, traditional and legendary, of the Rhine. Jugel, Frankfort o/M 1835. Digitalisierte Ausgabe